# Балдуинова кула
Балдуиновата кула се намира в Архитектурно-музейния резерват „Царевец“, Велико Търново.
Югоизточната бойна кула охранявала най-уязвимото място на крепостта Царевград Търнов, Френкхисарската порта и водоизточника на река Янтра.
Нейното наименование се свързва с легендите за латинския император Балдуин Фландърски, който след битката при Адрианапол през 1205 г. според някои безследно е изчезнал, но според други е пленен от българския цар Калоян и е намерил смъртта си в нея.
През 1848 година върху запазените долни части от кулата дряновските майстори хаджи Пенко Тулешков (преселил се в града след Велчовата завера в която участвал като заклет и избран за хилядник) и брат му Гено, надстрояват помещение с масивен купол, реконструирайки я за крепостно барутхане.
Съвременната кула е реставрирана през 1933 г. по проект на архитект Александър Рашенов по подобие на запазена средновековна кула от крепостта Червен, намираща се близо до Русе.

## Галерия
- Стената с кулата
- Изглед от Янтра